# Pleurothallis testifolia
Pleurothallis testifolia är en orkidéart som först beskrevs av Olof Swartz, och fick sitt nu gällande namn av John Lindley. Pleurothallis testifolia ingår i släktet Pleurothallis och familjen orkidéer. Inga underarter finns listade i Catalogue of Life.